# Dionysios von Zakynthos
Dionysios (* 1547 in Zakynthos (Stadt); † 17. Dezember 1624 in Anafonitria, Insel Zakynthos) wurde 1577 zum Bischof der griechischen Inseln Ägina und Poros geweiht. Er wurde im Jahr 1703 heiliggesprochen.

## Leben

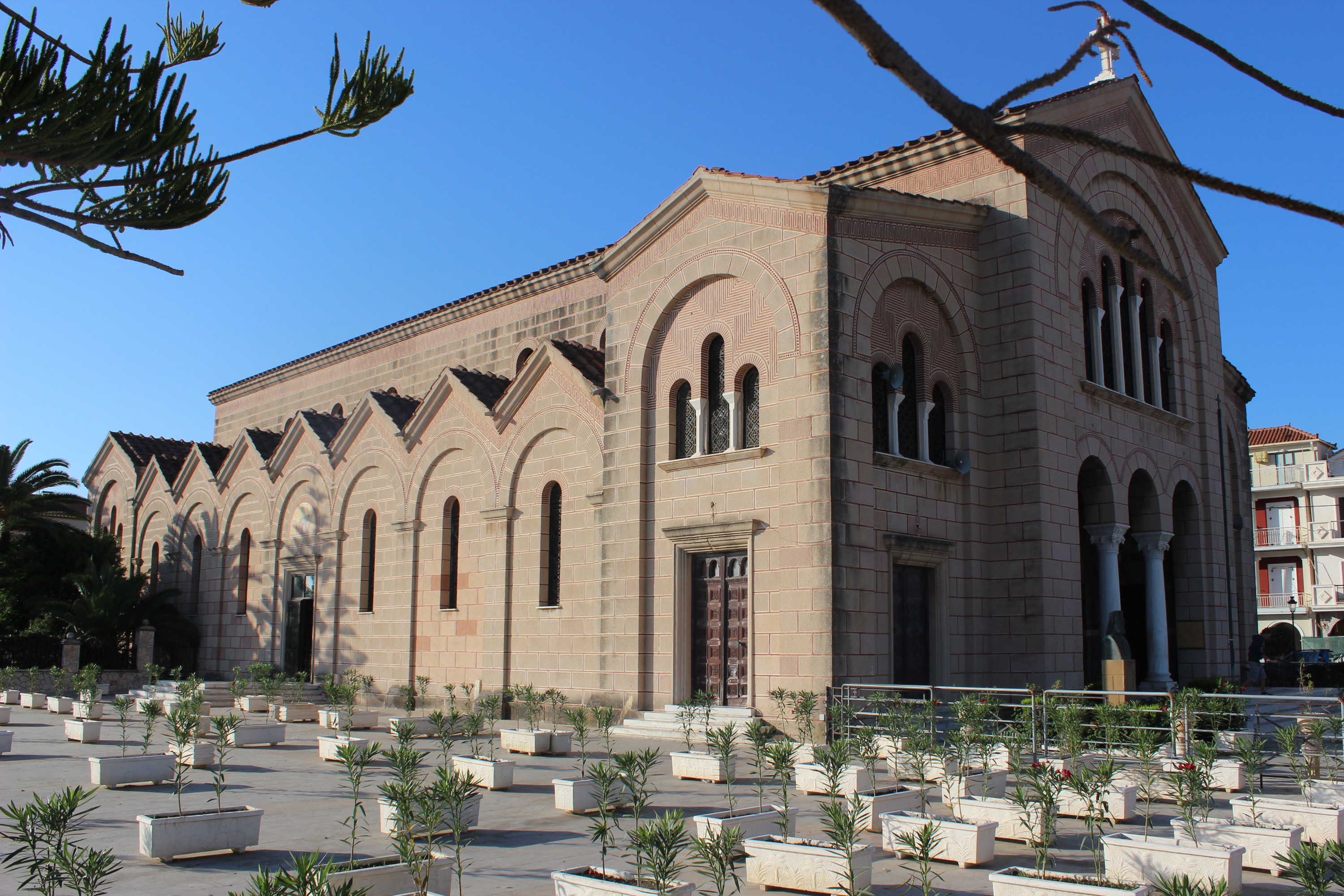
Agios-Dionysios-Kirche (Außenansicht) in Zakynthos-Stadt, Zakynthos, griechische Ionische Insel

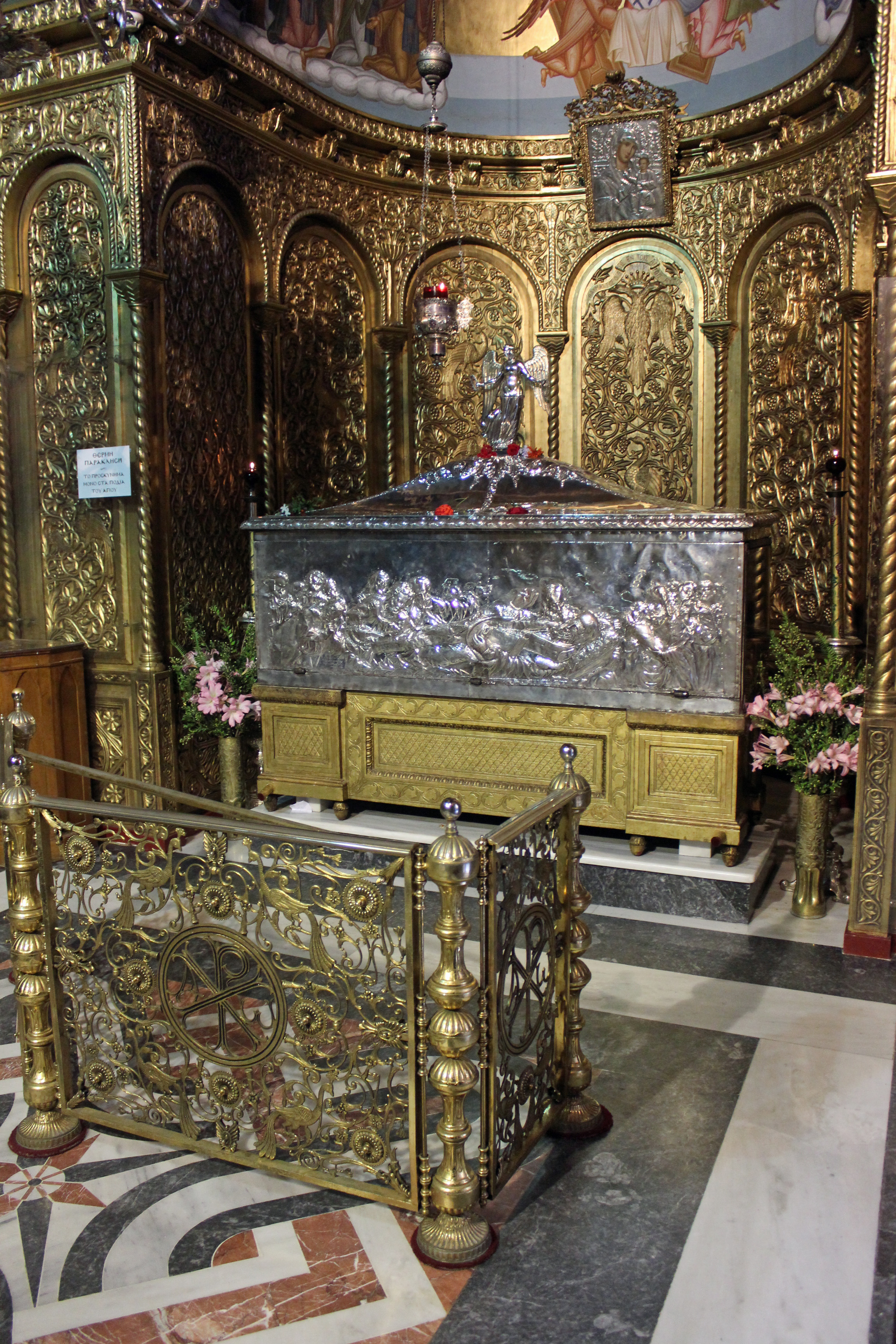
Sarkophag des Heiligen Dionysios, Agios-Dionysios-Kirche in Zakynthos-Stadt

Dionysios wurde 1547 als Sohn adliger Eltern in Zakynthos (heute Zakynthos-Stadt) geboren und auf den Namen Draganigos getauft. Draganigos interessierte sich schon als Jugendlicher für Theologie und fühlte sich stark zum christlichen Glauben hingezogen. Als junger Erwachsener wandte er sich vom weltlichen Leben ab und trat 1568 auf der nahe gelegenen Strophadeninsel Stamfani in das einsame Metamorphosis-Kloster ein. Er nahm den Mönchsnamen Daniel an. Im Jahr 1570 wurde er vom Bischof von Kefalonià und Zakynthos zum Priester geweiht. Er wirkte folgend in vielen Kirchen auf Zakynthos als Priester und wurde bald darauf zum Abt des Marienklosters in Anafonitria ernannt. Auf dem Weg zu einer Pilgerreise nach Palästina wurde ihm in Athen vom damaligen Erzbischof das Amt als Bischof der Inseln Ägina und Poros angeboten. Bei seiner Bischofsweihe 1577 nahm er den Namen Dionysios an, dies zu Ehren von Dionysius Areopagita, dem ersten Bischof von Athen.
Dionysios wirkte dort nur wenige Jahre als Bischof, da es ihn schon bald zurückzog, zuerst in die Abgeschiedenheit des Strofaden-Klosters und später nach Anafonitria ins Marienkloster. Dazwischen wirkte er von 1583 bis 1586 noch zeitweise als einfacher Priester in der Nikolaus-Kirche in Zakynthos.
Dionysios verstarb am 17. Dezember 1624 (wobei oft auch das Todesjahr 1622 genannt wird). Seinem letzten Willen entsprechend wurde sein Leichnam beim Kloster auf der Strophadeninsel Stamfani beigesetzt. Gemäß Überlieferung erschien einige Jahre später Dionysios dem Kloster-Abt im Traum, mit der Aufforderung, sein Grab zu öffnen. Die Mönche fanden dabei den Leichnam unverwest, einen wunderbaren Duft aus Blumen und Weihrauch ausströmend, vor. Sie verlegten ihn daraufhin in einem Ehrensarg in die Klosterkirche.

## Heiligsprechung
Dionysios wurden sowohl zu Lebzeiten wie auch nach seinem Tode zahlreiche Wunder nachgesagt, hauptsächlich Krankenheilungen. Im Jahr 1703 wurde Dionysios heiliggesprochen.
Als Mythos wird ein besonderer Akt der Vergebung erzählt. Im Dezember 1580 wurde sein Bruder Konstantinos von einem Mann ermordet, welcher folgend auf der Flucht vor der Obrigkeit ins Marienkloster fliehen konnte, in welchem Dionysios diente. Dort beichtete der Mörder die sündige Tat Dionysios, welcher ihm nicht nur den Mord an seinem Bruder verzieh, sondern ihn auch vor den Soldaten versteckte und folgend zur Flucht verhalf.

## Agios-Dionysios-Kirche
Als Folge der ständigen Piratenüberfälle auf das Kloster auf der Strophadeninsel wurde der Leichnam des Heiligen 1716 nach Zakynthos überführt.
Dionysios weiterhin unverwester Leichnam befindet sich heute in einem Silbersarkophag in der nach ihm benannten Agios-Dionysios-Kirche in Zakynthos-Stadt. Jeweils am 17. Dezember, seinem Todestag, und am 24. August (Tag der Überführung seines Leichnam nach Zakynthos) wird in Zakynthos-Stadt mit einer prächtigen Prozession, bei der der Leichnam mitgeführt wird, und anschließendem Volksfest des Inselheiligen gedacht.